# برد گوانگ
برد گوانگ (انگلیسی: Brad Guan؛ زاده ۱۰ ژوئیهٔ ۱۹۵۸) یک تنیس‌باز اهل استرالیا است.